# 2547 Хубей
2547 Хубей (2547 Hubei) — астероїд головного поясу, відкритий 9 жовтня 1964 року.
Тіссеранів параметр щодо Юпітера — 3,516.